# Gouvernement Nordgaza
Das Gouvernement Nordgaza (arabisch محافظة شمال غزة, DMG Muḥāfaẓat Šamāl Ġazza) ist ein Regierungsbezirk des Staates Palästina bzw. der Palästinensischen Autonomiebehörde. Es liegt im Norden des Gazastreifens. Nach Angaben des Palästinensischen Zentralbüros für Statistik hat das Gouvernement zur Jahresmitte 2007 270.245 Einwohner (7,2 Prozent der palästinensischen Bevölkerung) mit 40.262 Haushalten im Jahresmittel 2007. 2017 stieg diese Zahl auf 368.978 Einwohner.
Nordgaza hat fünf Sitze im Palästinensischen Legislativrat. Bei der Wahl im Jahr 2006 wurden alle durch Mitglieder der Hamas-Partei gewonnen.
Während des Kriegs in Israel und Gaza wurden nach Angaben von Der Spiegel unter Berufung auf Satellitendaten im Bezirk Nord-Gaza 68 bis 81 % aller Gebäude und Agrarflächen zerstört (Stand Februar 2024).

## Städte, Dörfer und Flüchtlingslager
- Dschabaliya – جباليا (Bezirksstadt)
- Al-Atatra – العطاطرة
- Umm An-Naser – أم النصر
- Beit Hanun – بيت حانون
- Bait Lahiya – بيت لاهية
- Izbat Beit Hanun – عزبة بيت حانون
- Flüchtlingslager Dschabaliya – مخيم جباليا

## Demografie
| Name            | 2017   | 2018   | 2019   | 2020   | 2021   | 2022   | 2023   | 2024   | 2025   | 2026   |
| Um Al-Nnaser    | 4681   | 4844   | 5010   | 5180   | 5352   | 5527   | 5705   | 5886   | 6070   | 6256   |
| Beit Lahiya     | 88768  | 91859  | 95016  | 98233  | 101507 | 104828 | 108205 | 111632 | 115111 | 118640 |
| Beit Hanun      | 51615  | 53412  | 55248  | 57118  | 59022  | 60953  | 62916  | 64909  | 66932  | 68984  |
| Jabalya Camp    | 48873  | 50575  | 52313  | 54084  | 55887  | 57715  | 59574  | 61461  | 63376  | 65319  |
| Jabalya         | 170646 | 176589 | 182658 | 188842 | 195137 | 201522 | 208012 | 214601 | 221288 | 228073 |
| North Gaza Gov. | 364582 | 377279 | 390245 | 403457 | 416906 | 430546 | 444412 | 458489 | 472777 | 487272 |